# اللغة المارية

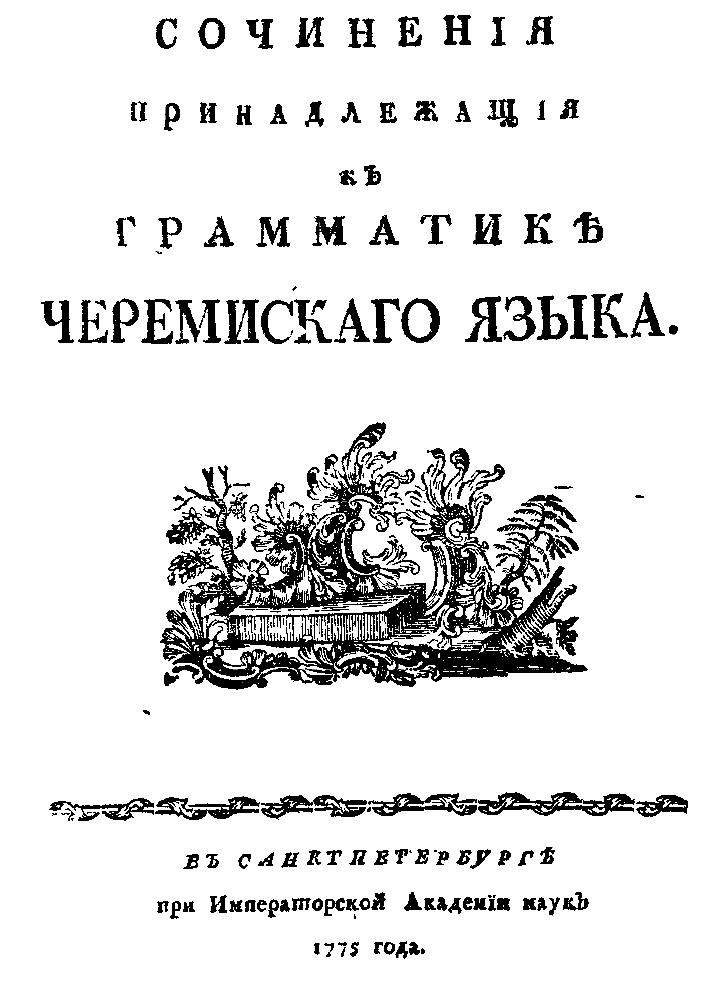
أول قائمة من قواعد اللغة المارية الأولى (1775)

لغة مارية لغة أوراليّة فينية أوغرية، يتكلم بها أكثر من 600,000 شخص كلغة أم على طول حوض نهر فياتكا والمنطقة الشرقيّة من الأورال ويتواجد متحدثوها في مناطق عديدة من الاتحاد الروسي كأودمورتيا وتتارستان ومناطق أخرى، اللغة الماريّة لغة رسميّة في جمهورية ماري المستقلة ذاتيّاً ضمن الاتحاد الروسي.